# 체세포 돌연변이
체세포 돌연변이(영어: somatic mutation)는 생식 세포가 있는 다세포 생물의 체세포의 DNA 서열 변화이다. 즉, 생식자, 종자 세포 또는 생식 모세포 이외의 세포에서 발생하는 모든 돌연변이를 의미한다. 생물의 후손에게 유전될 수 있는 생식 세포 계통 돌연변이와 달리, 체세포 돌연변이는 일반적으로 후손에게 유전되지 않는다. 이러한 구분은 전담 생식 세포 계통이 없는 식물과 자포동물인 히드라속(Hydra)에 속하는 동물처럼 출아와 같은 기전을 통해 무성 생식을 할 수 있는 동물에서는 모호하다.
체세포 돌연변이는 생물의 후손에게 유전되지 않지만, 체세포 돌연변이는 같은 생물 내 동일 세포의 모든 후손에게 존재한다. 많은 암은 축적된 체세포 돌연변이의 결과이다.

## 같이 보기
- 벡사스 증후군
- 체세포 과돌연변이